# Vémars
Vémars egy község Franciaországban. Lakosainak száma 2986 fő (2022. január 1.).

## Földrajza
Vémars Saint-Witz, Plailly, Mauregard, Moussy-le-Neuf, Chennevières-lès-Louvres, Épiais-lès-Louvres és Villeron községekkel határos.